# Alfred de Maré (läkare)
Karl Alfred Julius de Maré, född den 26 december 1869 i Falun, död den 21 april 1926 i Strängnäs, var en svensk läkare. Han var son till Samuel de Maré och far till Olof de Maré.
de Maré blev 1888 student vid Uppsala universitet, där han avlade medicine kandidatexamen 1895 och medicine licentiatexamen 1902. Han innehade militärläkarförordnanden och förordnanden som underläkare vid Gävle lasarett, Falu lasarett, Kronprinsessan Lovisas vårdanstalt, Katarina och Maria sjukhus i Stockholm samt förordnanden som lasarettsläkare i Norrtälje, Väsby och Mariestad. de Maré blev bataljonsläkare i Fältläkarkårens reserv 1902, tillförordnad lasarettsläkare i Strängnäs 1903, andre stadsläkare och sjukstuguläkare där 1904 och läkare vid anstalten för obildbara sinnesslöa i Löt utanför Strängnäs 1909. Han var förste stadsläkare i Strängnäs från 1917 till sin död. de Maré vilar på Gamla kyrkogården i Strängnäs.